# Edvin Murati
Edvin Sabri Murati (* 12. November 1975 in Tirana) ist ein ehemaliger albanischer Fußballspieler, der auch die französische Staatsangehörigkeit besitzt. Er spielte normalerweise im linken offensiven Mittelfeld.

## Karriere
1995 wechselte er 18-jährig nach Frankreich zu Paris Saint-Germain und wurde nach einem Jahr ohne Einsatz zu LB Châteauroux ausgeliehen. Nach einer weiteren Einjahresleihe nach St. Brieux spielte er 1997/98 wieder für PSG, das in dieser Saison das „Triple“ aus Pokal, Ligapokal und Supercup gewann. Murati wurde in dieser Saison jedoch nur ein Mal eingesetzt.
In der Saison 1998/99 spielte er für Fortuna Düsseldorf in der 2. Bundesliga und kam auf elf Saisoneinsätze. Danach wechselte er zurück zu PSG. Von 2000 bis 2002 spielte er für OSC Lille.
2002 wechselte er zu Iraklis Thessaloniki nach Griechenland, wo er bis 2006 spielte und zu Beginn der Saison 2006/07 zu Panserraikos in die Beta Ethniki abgegeben wurde. Anfang 2008 beendete er dort seine Karriere.
Für die albanische Nationalmannschaft spielte Murati 42 Mal und erzielte dabei vier Tore.
Momentan betreibt er in Paris eine Sportagentur in Kooperation mit Paris Saint-Germain zur Förderung albanischer Fußballtalente.

## Erfolge
- Coupe de France 1998 (Paris St. Germain)
- Französischer Ligapokal (Coupe de la Ligue) 1998 (PSG)
- Französischer Supercup (Trophée des Champions) 1998 (PSG)